# Lalla Ward
Lalla Ward (ur. 1951, właśc. Sarah Ward) – brytyjska aktorka i ilustratorka. Najbardziej znana z roli Romany w serialu Doktor Who.
Jej powszechnie używane imię Lalla wzięło się z czasów dzieciństwa, kiedy próbowała wymówić imię Sarah. Na własne życzenie zakończyła edukację na poziomie podstawowym (Ordinary Level). Później zajmowała się malowaniem, oraz aby przełamać własne ograniczenia, aktorstwem. W latach 1968–1971 uczęszczała do Central School of Speech and Drama na Uniwersytecie Londyńskim. Od początku lat 70. zaczęła pojawiać się w filmach. Najbardziej znaną jej rolą jest Romana, kobieta z humanoidalnej rasy Władców Czasu (Time Lords), towarzyszka czwartego Doktora w sezonach 17 i 18.
W latach 80. wydała dwie książki o robieniu na drutach i jedną o hafcie.
W grudniu 1981 wyszła za mąż za Toma Bakera, ale małżeństwo trwało tylko szesnaście miesięcy. W 1992 na przyjęciu z okazji 40. urodzin ich wspólny znajomy Douglas Adams (współpracowała z nim na planie "Doktora Who") przedstawił ją Richardowi Dawkinsowi. Jeszcze tego samego roku wyszła za niego i zaprzestała grania w filmach. Ilustruje książki Dawkinsa oraz przygotowuje materiały do jego wykładów.  
Ich małżeństwo trwało 24 lata, zakończyło się rozwodem w 2016 z zachowaniem przyjacielskich relacji. 
Lalla Ward jest prawnuczką Mary Ward.

## Wybrana filmografia
- 2013: The Five(ish) Doctors Reboot
- 1993: Doctor Who: Dimensions In Time
- 1987: Riviera
- 1980: Hamlet
- 1973: England Made Me[2]